# Omocrates lebisi
Omocrates lebisi är en skalbaggsart som beskrevs av Schein 1959. Omocrates lebisi ingår i släktet Omocrates och familjen Melolonthidae. Inga underarter finns listade i Catalogue of Life.